# Ingurská přehradní nádrž
Ingurská přehradní nádrž (gruzínsky ენგურის ჰიდროელექტროსადგური, Enguris hidroelektrosadguri) je přehradní nádrž, která je součástí vodního díla na řece Inguri v Gruzii. S výškou hráze 272 m se jedná o přehradu s druhou nejvyšší klenutou hrází na světě a současně čtvrtou nejvyšší dostavěnou přehradu na světě (2012).

## Historie
Nikita Sergejevič Chruščov, generální tajemník ústředního výboru KSSS a předseda rady ministrů Sovětského svazu, původně navrhl stavbu velké hydroelektrárny na řece Bzipi (rusky Бзыбь, Bzyb), jelikož oblast Picundy, kde Bzipi ústí do Černého moře byla jeho oblíbeným místem. Odborníky byl však varován, že velká přehrada na Bzipi by způsobila katastrofální erozi v oblasti Picundy, takže místo toho bylo rozhodnuto o výstavbě na řece Inguri, kde byl dopad na pobřeží posouzen jako méně výrazný.
Stavba trvala celkem 26 let. Stavba hráze byla zahájena roku 1961, přehrada byla částečně zprovozněna v roce 1978 a dostavěna teprve v roce 1987. Do roku 2010 se jednalo o přehradu s nejvyšší klenutou hrází na světě. V roce 2010 přebrala toto prvenství hráz Siao-wan v Číně.
V lednu 2021 byla sekce na abchazské straně na několik měsíců odstavena z důvodu rekonstrukce 2,5 km dlouhého úseku odvodňovacího tunelu, jenž byl v havarijním stavu a úniky vody způsobovaly značné ztráty ve výrobě elektřiny. Práce byly dokončeny do konce dubna téhož roku.

## Vodní režim
Na přehradu navazuje kaskáda vodních elektráren. Jde o celkem 5 vodních elektráren:
- 1. stupeň kaskády: Ingurská vodní elektrárna - podzemní elektrárna, do které se přivádí voda z Ingurské přehrady přívodním kanálem (podzemními tunely) dlouhým přes 15 km. Voda z elektrárny vytéká do přehradní nádrže (gruz.) Galis cqalsacavi nad městem Gali. Instalovaný výkon tohoto stupně je 20 turbín po 66 MW.
- 2. stupeň kaskády: Vardnili - 1 (dříve Pěrepad - 1) - elektrárna v přehradní hráz přehradní nádrže Galis cqalsacavi. Instalovaný výkon tohoto stupně jsou 3 turbíny po 66 MW.
- 3. až 5. stupeň kaskády: Vardnili - 2 až Vardnili - 4 (dříve Pěrepad - 2 až Pěrepad - 4) - tři po sobě jdoucí elektrárny na výtokovém kanálu ze 2. stupně kaskády. Instalovaný výkon každé elektrárny jsou 2 turbíny po 20 MW.[5]

Nádrž s hrází Ingurské přehrady je na území Samegrelo-Horní Svanetie, tedy na území pod kontrolou Gruzie. Všech 5 stupňů kaskády se nachází na území Abcházie.

## Provozní stav
Kvůli špatné údržbě byla hráz i kaskáda elektráren dlouho ve špatném provozním stavu. Kvůli vadnému uzávěru hráze (tzv. stoplog) docházelo ke ztrátě kolem 500 TWh ročně, což představuje asi čtvrtinu spotřeby hlavního města Tbilisi. Ingurská vodní elektrárna tak byla schopna dodat jen 40 % možného výkonu. Provozuschopné byly jen 4 z pěti generátorů. Na straně Abcházie byl ve 2. stupni kaskády prvozuschopný od roku 1993 jen jeden generátor ze tří.
V roce 2006 měla být hráz i Ingurská vodní elektrárna na gruzínské straně v plném rozsahu opravena a zprovozněna. Rozpočet činil 147 miliónů amerických dolarů. Evropská banka pro obnovu a rozvoj dala k dispozici 38,8 miliónů dolarů na opravu čtyř generátorů. Evropská unie dala k dispozici dalších 9,4 miliónu dolarů z programu TACIS ke zprovoznění dalšího generátoru a opravě uzávěru hráze.
Po opravách se zvýšil výkon Ingurské vodní elektrárny na 950 MW (z dosažitelných 1300 MW) při dosažené výšce vodního sloupce 510,1 m (rok 2010).

## Technické údaje

### Ingurská vodní elektrárna
Ingurská vodní elektrárna (1. stupeň kaskády) má celkem 20 turbín s výkonem po 66 MW.

Celkový instalovaný výkon má oficiálně činit 1 320 MW.

Roční výroba oficiálně dosahuje 3800 GWh.

V roce 2007 stačila pokrýt 46% spotřeby elektrické energie celé Gruzie.

### Vardnili - 1
Druhý stupeň kaskády Vardnili - 1 (dříve Pěrepad - 1; gruzínsky ვარდნილჰესი I, Vardnilhesi I) sestává z:
- přehradní nádrže (gruz.) Galis cqalsacavi nad městem Gali na řece Eristskali v Abcházii
- sběrače povrchových vod
- technického tunelu
- elektrárny se 3 vertikálními Kaplanovými turbínami o celkovém výkonu 220 MW a plánovanou roční kapacitou výroby 700 GWh
- odtokového kanálu
- transformovny 110/220 kV

Voda z tohoto stupně odtéká odtokovým kanálem, na kterém jsou instalovány postupně další tři stupně kaskády Vardnili 2 až 4.

### Vardnili - 2, - 3 a -4
Stupně 3 až 5 kaskády Vardnili - 2 až 4 (dříve Pěrepad - 2 až 4; gruzínsky ვარდნილჰესი II..IV, Vardnilhesi II..IV) se nachází na odtokovém kanálu ze stupně Vardnili - 1 jeden za druhým. Všechny stupně se nachází na území Abcházie, mají stejnou konstrukci a v důsledku zanedbané údržby není žádný provozuschopný. Každý sestává z:
- přítokového kanálu
- elektrárny se dvěma vertikálními Kaplanovými turbínami o celkovém výkonu 40 MW a původně plánovanou roční kapacitou výroby 130 GWh

Za stupněm Vardnili - 4 ústí odtokový kanál do Černého moře.